# Komturei Mirow

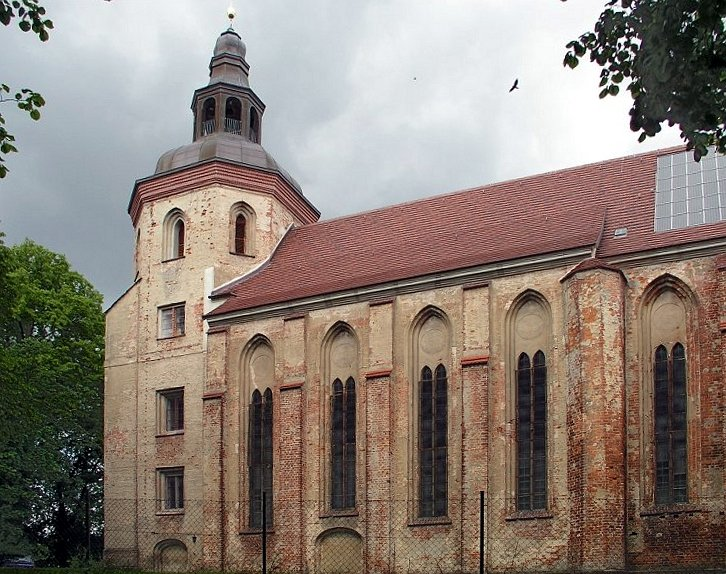
Ehemalige Johanniterkirche Mirow (von Süden)

Die Komturei Mirow war eine Komturei des Johanniterordens im Ort Mirow in Mecklenburg-Vorpommern, die 1226 ersterwähnt ist und bis 1648 bestand.

## Geschichte
Die Komturei Mirow wird erstmals erwähnt, als ihr Fürst Heinrich Borwin II. im Jahre 1226 60 Hufen Land schenkt. Bei der Bestätigung dieser Stiftung durch Borwins Söhne wird bereits ein Dorf Mirow erwähnt. Spätestens um 1242 hatte sich die Ordensniederlassung am Ufer des Mirower Sees zu einer Komturei entwickelt. In den folgenden Jahrhunderten wuchs der Grundbesitz des Ordens beständig. So wurde die Komturei auch vom Markgrafen Albrecht II. von Brandenburg Ende des 13. Jahrhunderts mit den Dörfern Zootzen (1283), Gnewitz (1285), Dabelow und dem heute wüst gefallenen Klein Karztavel (beide 1286) beschenkt.
In den Folgejahren gelang es den Johannitern, unter dem Schutz der Herren zu Werle, ihren Besitz zu vermehren. Neben den Hauptgütern Mirow, Peetsch, Fleeth (beide heute zu Mirow), Wokuhl, Gnewitz und Dabelow kamen unter anderen Gaarz, Dambeck, Qualzow und Schillersdorf hinzu.
Unter anhaltenden Auseinandersetzungen mit den Herrenmeistern von Sonnenburg gewannen die mecklenburgischen Herzöge im Verlauf des 16. Jahrhunderts größeren Einfluss auf die Besetzung der Kommende und die Ernennung von Komturen. Nachdem der letzte einflussreiche Mirower Komtur, Liborius von Bredow, 1541 gestorben war, kam es zum Machtkampf zwischen den Herzögen zu Mecklenburg und dem Herrenmeister des Johanniterordens. Letzterer setzte Sigismund von der Marwitz als neuen Komtur ein. Zur selben Zeit bemühte sich der Herzog Wilhelm von Braunschweig, ein Bruder von Heinrich II. von Braunschweig-Wolfenbüttel, beim mecklenburgischen Herzog Johann Albrecht I., mit Erfolg um die Position. Von Marwitz zog zum Herrenmeister des Johanniterordens zurück. Dieser verklagte die Herzöge zu Mecklenburg wegen Landfriedensbruches beim Reichskammergericht. Der Prozess dauerte recht lange. Mittlerweile hatte im Zuge des heftigen Erbschaftsstreites zwischen ihm und Johann Albrecht auch der mecklenburgische Herzog Ulrich Interesse an der Komturei gefunden. Der Erbschaftsstreit wurde 1556 mit dem Ruppiner Machtspruch des brandenburgischen Kurfürsten Joachim II. beigelegt. Aber die Komturei Mirow wurde darin ausgeklammert. Joachim II. sorgte jedoch dafür, dass Wilhelm von Braunschweig bis zu seinem Tod im Jahr 1552 im Amt blieb. Danach übernahm der jüngere Bruder Johann Albrechts Christoph das Amt. Die Streitigkeiten blieben bestehen. Da Christoph Koadjutor in Riga und Administrator in Ratzeburg geworden war, teilten sich Ulrich und Johann Albrecht I. die Komturei administrativ.
Nachdem Karl I. bei seinem Bruder Ulrich Machtansprüche anmeldete, versuchte dieser ihm die Komturei als Ausgleich anzubieten und nahm auf den Herrenmeister der Johanniter Einfluss. Es gelang ihm auch, Karl I. im Jahr 1564 in das Amt zu heben. Johann Albrecht I. versuchte aus ähnlichen Gründen – er wollte die Primogenitur durchsetzen – seinen Sohn Sigismund August mit Mirow zu apanagieren. Dies scheiterte am Widerstand Karls I. und Sigismund August gab sich mit Ivenack und einer Ausgleichszahlung zufrieden. Erst 1648 konnte die Besitzfrage geklärt werden, die Komturei wurde säkularisiert und große Teile des Ordensbesitzes der Komturei wurden in ein herzoglich mecklenburgisches Verwaltungsamt mit Sitz in Mirow umgewandelt.
Seit dem Übergang des Mirower Ordensbesitzes an das herzogliche Haus Mecklenburg am Ende des 16. Jahrhunderts wurde das Komtureihaus auf der Mirower Burginsel immer wieder als fürstlicher Wohnsitz genutzt, ehe es im 18. Jahrhundert durch einen Großbrand auf der Insel vernichtet wurde.

### Priore (Komture), Administratoren
| Amtszeit      | Name |
| ------------- | --- |
| 1227          | (fratres hosp. S. Joh. in Accon)                                                                        |
| 1249          | Ekbert                                                                                                  |
| 1251–1252     | Heinrich                                                                                                |
| 1256          | Ekbert                                                                                                  |
| 1270          | Arnold                                                                                                  |
| 1272–1273     | Heinrich von Hohnstedt (Honsthet)                                                                       |
| 1277          | M. (= Mauritius), Kommendator in Mirow und Werben                                                       |
| 1288          | Mochovius                                                                                               |
| 1296–1298     | Alexander                                                                                               |
| 1309–1322     | Heinrich von Wesenberg                                                                                  |
| 1323          | Heinrich von Korff                                                                                      |
| 1339–1341     | Rupert von Mansfeld                                                                                     |
| 1344–1361     | Otto von Stendal                                                                                        |
| 1361          | Johannes von Ilten (Ylten)                                                                              |
| 1376          | Heinrich von Heimburg                                                                                   |
| 1387          | Detlev von Wallmoden (Walmede)                                                                          |
| 1397–1404     | Ekkard von Freyberg                                                                                     |
| 1429–1434     | Engelke von Warburg                                                                                     |
| 1438          | Walter von Walsleben                                                                                    |
| 1447          | Hans von Buch (von der Buke)                                                                            |
| 1454–1468     | Bernd von Plessen                                                                                       |
| 1468          | Engelke von Warburg                                                                                     |
| 1470–1503     | Joachim von Wagenschütz                                                                                 |
| ca. 1509–1527 | Melchior von Barfus                                                                                     |
| 1528–1541     | Liborius von Bredow                                                                                     |
| 1541          | Siegmund von der Marwitz                                                                                |
| 1541–1552     | Wilhelm (vor 1514–1557), Sohn des Herzogs Heinrich I. von Braunschweig-Wolfenbüttel                     |
| 1552–1564     | Christoph, Herzog zu Mecklenburg (administrativ: Johann Albrecht I. und Ulrich, Herzöge zu Mecklenburg) |
| 1564–1610     | Karl I., Herzog zu Mecklenburg                                                                          |

## Johanniterkirche
Das einzige noch existierende Gebäude aus der Komturzeit ist die Johanniterkirche (Schlosskirche). Sie stammt in Teilen noch aus dem 14. Jahrhundert – ursprünglich ein backsteingotischer Saalbau, der im Laufe der Jahrhunderte erweitert und umgebaut wurde.